# Place Saint-Christophe
La place Saint-Christophe est une place du centre de la ville belge de Liège située autour de l'église Saint-Christophe et à proximité de la rue Saint-Gilles et du boulevard de la Sauvenière.

## Toponymie
La place porte le nom de l'église fondée vers 1240 et reprise sur la liste du patrimoine immobilier classé de Liège

## Description
À l'écart des grands axes, cette place pavée forme un demi-cercle autour du portail d'entrée de l'église Saint-Christophe. Elle compte 14 immeubles en plus de l'église.

## Riverains
- Au no 2 : (ancienne) crèche Eugénie de style néo-classique datée de 1860[1].
- Au no 4 : école Saint-Christophe faisant partie de l'enseignement fondamental des Dames de l'instruction chrétienne, immeuble de cinq travées avec statue sous pignon.
- Au no 17 : maison de style Art déco d'une seule travée et de trois étages. Porte d'entrée avec ferronnerie.
- Au no 19 : immeuble de coin de style moderniste de cinq étages construit en 1935 (architecte Jean Leponce)[2].

## Voies adjacentes
- Rue Rutxhiel
- Rue Carlier
- Rue des Chapelains